# Малакул Лейн, Сара
Сара Малакул Лейн (англ. Sara Malakul Lane; род. 1 февраля 1983) — модель и актриса англо-тайского происхождения.

## Карьера
Дебютировала в американском кино 2003 году, сыграв в боевике режиссёра Чэна Сяодуна «Охота на зверя» роль дочери героя Стивена Сигала. До этого она снималась в мыльных операх тайского производства, называемых Лакорн.
В 2014 стало известно, что актриса исполнит роль любовного интереса главного героя в фильме «Кикбоксер: Возмездие». Фильм вышел в 2016, спустя два года она повторила свою роль в сиквеле под названием «Кикбоксер возвращается». В 2014 году вышел фильм «Малолетка», в котором Сара сыграла роль главной героини Анны Никс.

## Избранная фильмография
| Год  |    | Русское название       | Оригинальное название                 | Роль                             |
| ---- | -- | ---------------------- | ------------------------------------- | -------------------------------- |
| 2003 | ф  | Охота на зверя         | Belly of the Beast                    | Джессика Хоппер                  |
| 2010 | тф | Акулосьминог           | Sharktopus                            | Николь Сэндс                     |
| 2014 | ф  | Малолетка              | Jailbait                              | Анна Никс                        |
| 2015 | ф  | Скауты против зомби    | Scouts Guide to the Zombie Apocalypse | Бет Дэниелс, в титрах не указана |
| 2016 | ф  | За вратами             | Beyond the Gates                      | Далия                            |
| 2016 | ф  | Кикбоксер: Возмездие   | Kickboxer: Vengeance                  | Лью                              |
| 2018 | ф  | Кикбоксер возвращается | Kickboxer: Retaliation                | Лью                              |